# Warut Chawalitrujiwong
Warut Chawalitrujiwong (วรุศ ชวลิตรุจิวงษ์; nascido em 8 de março de 1998), conhecido pelo apelido de Prem (เปรม) é um ator, cantor e modelo tailandês. Ele é mais conhecido por seus papéis em Until We Meet Again (2019) e Between Us (2022).

## Início da vida e educação
Prem nasceu em 8 de março de 1998 em Ubon Ratchathani, Tailândia. Após se formar na Benchama Maharat School, ele começou a estudar na Faculdade de Economia da Universidade Kasetsart.
Prem inicialmente pretendia se tornar um jogador de golfe profissional e foi campeão regional de ouro na categoria juvenil sub-18 em partidas da TGA. Ele queria seguir os passos de Tiger Woods, mas depois desistiu de seu sonho. No entanto, ele não parou de jogar golfe.

## Carreira
Em 2018, ele fez sua estreia como ator no curta-metragem Power Bank. Prem citou o ator Thanapob Leeratanakachorn (Tor) como sua inspiração para entrar na indústria do entretenimento, já que ele cresceu assistindo Hormones: The Series.
Em 2019, Prem estreou com um papel coadjuvante interpretando Team, um estudante membro do clube de natação, namorado de Win (Noppanut Guntachai) e melhor amigo do protagonista Pharm (Natouch Siripongthon) na série Until We Meet Again. A série terminou com um ótimo feedback do público junto com a química transbordante dos dois atores lançou o casal shippado chamado BounPrem, que é o nome combinado de Warut (Prem) com a co-estrela Noppanut Guntachai (Boun).
Em 2022, Boun conseguiu o papel principal na série Between Us, spin-off de Until We Meet Again reprisando seu papel como Win ao lado de Noppanut Guntachai (Boun).
Em novembro de 2022, seu contrato com a Starlatiz Co. Ltd expirou e ele não o renovou. Em abril de 2024, ele contratado pela agência de produção e talentos GMMTV, junto com seus amigos Warut Chawalitrujiwong (Prem), Pongsapak Udompoch (Santa) e Samantha Melanie Coates (Sammy).

## Filmografia

### Cinema
| Ano  | Título     | Personagem   | Notas                           |
| ---- | ---------- | ------------ | ------------------------------- |
| 2018 | Power Bank | Tum Teeranon | Curta-metragem; Papel principal |

### Séries de televisão
| Ano  | Título                   | Personagem                      | Notas            | Canal                    |
| ---- | ------------------------ | ------------------------------- | ---------------- | ------------------------ |
| 2019 | Until We Meet Again      | Team                            | Papel recorrente | LINE TV                  |
| 2020 | Long Khong               | Nat                             | Papel recorrente | Channel 3                |
| 2020 | You Never Eat Alone      | Prem (Ep. 9)                    | Papel convidado  |                          |
| 2021 | The Yearbook             | Puen                            | Papel convidado  | Amarin TV 34 HD, LINE TV |
| 2021 | 7 Project                | Balloon (Ep. 4)                 | Papel principal  | iQiyi                    |
| 2022 | Cutie Pie                | Ganhe [amigo de Lian] (Ep. 7)   | Papel convidado  | Workpoint TV             |
| 2022 | Rose In Da Hous          | Prem [namorado de Rose] (Ep. 6) | Papel convidado  |                          |
| 2022 | Even Sun                 | Sun                             | Papel principal  | iQiYi                    |
| 2022 | My Only 12%              | Long Pao (irmão de Seeiw)       | Papel recorrente | iQiYi                    |
| 2022 | Between Us               | Team                            | Papel principal  | iQiyi, One31             |
| 2023 | The Box                  | Champ                           | Papel principal  | TrueID                   |
| 2025 | Revamp: The Undead Story | Punn                            | Papel principal  |                          |
| TBA  | Mu-Te-Luv                | Phu                             | Papel principal  | GMMTV                    |